# かつて魔法少女と悪は敵対していた。
『かつて魔法少女と悪は敵対していた。』（かつてまほうしょうじょとあくはてきたいしていた。）は、藤原ここあによる日本の漫画作品。略称は「まほあく」。
メディアミックスとして、2015年2月にドラマCDが発売された。また、テレビアニメが2024年7月から9月まで放送された。

## 概要
『月刊ガンガンJOKER』（スクウェア・エニックス）にて、2013年10月号から2015年4月号まで連載された。作者の前作『妖狐×僕SS』とは同誌同時連載として連載が開始された。
作者が2015年3月31日に死去したため、2015年4月号掲載分を最後に当作品は未完となったが、単行本未収録分を収録した第3巻が発売になることが2016年4月号にて発表された。
2024年6月12日、アニメ化に伴い前述の全3巻の単行本を上下巻に再編集した愛蔵版が刊行された。
2024年9月時点で累計60万部を突破している。

## あらすじ
悪の組織の参謀であるミラは組織を統し冷酷で残虐極まりなくあらゆるものを侵略し滅ぼしていた。そんなある日、悪の組織と対立する「魔法少女」である深森白夜（みもり びゃくや）に出会い一目ボレをしてしまう。悪の参謀と魔法少女が織りなす、敵対しなければならない二人の殺し“愛”（あ）わない敵対4コマストーリー。

## 登場人物
声優はドラマCD版とテレビアニメで共通。

### 主要人物
ミラ
声 - 小野友樹
主人公。悪の王の悪の組織に属する、王の片腕である悪の参謀。軍人であり、組織を裏で牛耳るブレーン。残忍、狡猾、怜悧冷徹、冷酷無比など恐れられ多くの国やあらゆるものを打ち滅ぼし残虐の限りを尽くす、まさに悪の権化として君臨している。悪のエリート一家として生まれ、悪のエリート人生を送ってきた。
悪の組織内では地上侵略として、魔法少女討伐の任務を任されている。組織は悪の帝国内にあり、そこから地上へと参上する。
悪と敵対するべく相見えた白夜に対し一目ボレをして以来、本来の冷酷さとは打って変わり、白夜の言葉や振る舞いに翻弄されるようになる。討伐しなければならない相手でありながら好きになってしまった、その挙動不審な様から付いたのが“悶デレ悪の参謀”である。組織では魔法少女に執心だと噂されているような節もあるが、参謀としての威厳を保ち信用を失わないよう隠している。
白夜と会う際には、いつも菓子折を持って訪ねる。これは自分と敵同士として対等になってもらうとの理由付けはありつつも、彼女に喜んでほしいがゆえである。ブラックカードを所持しており、白夜に贈り物をするためや窮地を救うことになるならば限度額の限り行使する。
白夜に夢中になり過ぎる余り、自分が悪の眷属であることや本懐をつい忘れてしまうこともある。魔法少女とは敵対し合う者同士なのだと、白夜に対し無防備で自覚が足りないと度々伝えてはいるが、それは自らに言い聞かせる意味も込めており苦悶の日々は続いている。
目に掛かるほどの長い前髪をした、少し青みがかった黒髪。瞳の色は青で眼鏡をしている。尚、この眼鏡が白夜絡みによって発生する歓喜や吃驚の気持ちと伴ってよく割れる（スペアを多く持っている）。
深森 白夜（みもり びゃくや）
声 - 中原麻衣
ヒロイン。アルバイト、院の手伝い、魔法少女をかけ持ちする苦労人の少女。身寄りがなく孤児院暮らしで育ち、中学卒業と共に院を出て働き始める。年齢、血液型は不明(夜のお店で震えながらアルバイトをしたことがあるので18歳以上と思われる)。格安のアパート（風呂なし）に御使い（猫）と住んでいる。貧乏であるため、服一着を大事にするので修繕は得意である。他にも苦労人ゆえの悲しき事情が多々あるので、ミラの同情をよく誘う。彼女が“薄幸魔法少女”というのはこのためである。
魔法少女となった経緯は、彼女の育った孤児院が地上げ屋に取られそうになった時に御使い（猫）が現れ、魔法少女になれば院を助けられる金が手に入る、となかば強引に選択肢のない形で迫られたのがきっかけである（しかし御使い〈猫〉と地上げ屋はグルだったことが後に発覚）。
魔法少女なので衣装は変身をして着替え、上部に星のあるステッキを所持、御使い（猫）の考案した決め台詞がある。
栄養のあるもの、つまり食べ物は何でも好む。しかし普段は食費もおさえているので、水だけで一週間持たせていたピーク時もある。
孤児院では年長だったため、下の子と同じように自分までわがままは言ってはいけないという考えで育つ。そのため何かしら耐えようとしてしまったり、諦めが早く、強く抗うことは少ない。生い立ちからの性格なのか、白夜には普段表情の大きい変化は見受けられない。表情が少し明るく変わるのはミラの前だけである。
薄く淡いピンクから紫がかった髪をしており、魔法少女に変身後はロングヘアーに角の立ったツインシニョンが横についた髪型になる。青緑色の瞳をしている。

### 白夜の関係者
御使い（猫）（みつかい）
声 - 三木眞一郎
白夜を魔法少女にした張本人。地上では猫の着ぐるみのような姿をしている。魔法少女を導くために天上から降り立った信託を告げる者「天使」とも呼ばれる存在だが、白夜の御使いは酒、女、煙草を好むふしだらで淫乱である。白夜に対してもセクハラまがいの接触をする。言葉遣いも荒い。
白夜がバイトで稼いだお金は御使いが管理、深森家の資産運用をしている。白夜に仕事口の紹介をしているのも彼だが、夜の仕事や危険な内容が多い（白夜もお金のためならとあまり疑問を持たずに受けてしまう）。白夜の魔法少女の仕事を見守ったりすることはなく、家でくつろいでいたり好きに出掛けていたりする。色々と白夜の扱いは悪いが、自分が選んだ魔法少女として魅力は良く思っている。御使い（鳥）とは自分の魔法少女に関して意見の反する、相容れない関係である。
篝 火花（かがり ひばな）
声 - 伊瀬茉莉也
可愛い物が好きでうさぎとくまの人形を友達として話相手とする一見可愛らしい少女だが、恥ずかしさや照れ隠しから御使い（鳥）を血が出るほど殴り倒してしまうなどすぐに手が出る粗暴な「魔法少女」である（御使いのことを決して嫌いなわけではない）。素手や噛み付きで悪の組織部下に勝ってしまうほどの力の強さがある。
自粛用語としなければならない卑俗な言葉や手振りを使い、彼女の相槌のひとつとなっているところもある。あまり話が通じないように思えるが、時折ふと喋る火花の言葉には核心をついていたり重いものがある。他人に曲げられることのない、自分の意見をしっかり持っている。
白夜とは小学生のころに同じクラスであり、友達だと思っている。しかし白夜に対しても出会い頭に頭突きやラリアットをかましたりなどと乱暴なため、白夜本人は友達とは思い切れずすっかり怯えている。彼女からすればこれは好意によるものであり、挨拶やスキンシップである。
もともと魔法少女に憧れを抱いていたため、選んでくれたことに対して御使いに感謝している。頼まれたことであったが、今は自分の意思で魔法少女を続けることを決意として御使いに伝えている。
住んでいる家は大きな屋敷である。八重歯持ち（噛みつくときにはギザギザの歯並びになる）。暗めの青紫色の髪をしており、魔法少女に変身後はロングヘアーとなり左サイドにおだんごがある。黄金色の瞳をしている。
御使い（鳥）（みつかい）
声 - 緑川光
火花を見染め魔法少女にした御使い。地上での姿は流れるようなストレートの頭髪に、鳥の嘴を持つ顔で、筋骨隆々の体つきをしている。
一度見たら忘れられない姿を除けば、火花思いの良い御使いである。火花が一番魔法少女に相応しく、資質を秘めていると信じて疑わない。そのためか、白夜の御使いと白夜に対しては魔法少女であるとは認めない、と真っ向から否定する。火花をとても可愛がって庇護しており、どんなに殺されかかるほどまで倒されようとも笑ってすごせている。

### 悪の組織
フォーマルハウト
声 - 鈴村健一
悪の組織の幹部の一人。男性。名門貴族の出であり、組織に入ってからミラとは付き合いが長い。瞳からキラキラオーラを放ち、一点の穢れもないほどに純粋。組織の仲間であるなら何でも相談して頼ってくれ、と言っている熱い性格の持ち主。サダルスウドからは一番苦手な奴だと思われている。誰に対してもオープンでフレンドリーである。白夜に対してもボディタッチを自然としたため、全く意図せずしてミラから殺意を向けられている。機嫌の悪いミラに対してそっとしておくと言うことが分からないぐらい、絶望的に空気が読めないところがある。彼はミラを親友として、魔法少女討伐に難航している汚名返上の手助けをしたい一心で動いているが、ミラからすれば邪魔をしないでもらいたいうえ寧ろ殺意を抱いている。
なぜか犬や動物のように動くものを追う習性があり、ミラにボールを投げられては地の果てまで追おうとする。実は騙されているため投げられたボールなどは存在しないが、それを疑いもせずそして怒ることもなく、大概ボールとは違った丸い形状の物を持って帰ってくる。
ベラトリックス
声 - 川澄綾子
悪の組織の幹部の一人。厳格な家庭で生まれ、幼少のころより禁欲的（ストイック）であることを強いられて育つ。子ども時代や思春期にも頑なに己を抑圧し続けてきた。そういった成り行きで、激しい妄想癖を身につけた女性へと成長した。同僚であろうとも組織の者や部下の掛け合いに対してことあらば妄想の世界へと飛んでしまうのである。妄想の世界では男性は誰でも彼女のことを好きだという設定となり、凌辱したり彼女を巡って争ったりする。
趣味は女性向けのちょっとエッチなティーンズラブ小説を読むことである（決して他の人に見つからないよう趣味であることは隠している）。本人には自ら伝えてはいないが、ミラが好きである。特に黒髪眼鏡であることを好んでおり妄想の対象者として鬼畜攻め、鬼畜眼鏡などと過激的である。本人は少しMでもある。
アルキオネ
声 - 下野紘
悪の組織の幹部の一人。心は女性であり、オネエ言葉を使う。話相手としてスピカと居るところがよく見られる。ベラトリックスが妄想に耽る節があるところはなんとなく感付いている。クロスの入った瞳をしている。
スピカ
声 - 東山奈央
悪の組織の幹部の一人。本人も気にしている童顔ではあるが、成人女性である（アルキオネからは合法ロリと言われる）。育ちの良さが感じられる品のある話し方をする。明るい人柄で悪の組織会議でははっきりと意見を口にする。
サダルスウド
声 - 山崎たくみ
悪の組織の幹部の一人。コンプレックスの塊であるような男性で、顔を合わせれば人の嫌味ばかりを言う性格。マッドサイエンティストの肩書きを持っており、魔法少女は研究材料として見ている。殺さず研究をしたいがため、ミラに自分の作成した薬を渡したりする。唐突に意味不明なことを言うフォーマルハウトが苦手。
ベテルギウス
声 - 土師孝也
悪の組織の幹部の一人。髭をたくわえた恰幅のいい中年男性。変わり者ばかりの悪の組織幹部たちにも劣っておらず、突拍子もないアイディアを出すこともある。

## 書誌情報
- 藤原ここあ 『かつて魔法少女と悪は敵対していた。』 スクウェア・エニックス〈ガンガンコミックスJOKER〉、全3巻
  1. 2014年7月22日初版発行（同日発売[16]）、ISBN 978-4-7575-4360-7
  2. 2014年12月22日初版発行（同日発売[17]）、ISBN 978-4-7575-4509-0
  3. 2016年3月22日初版発行（同日発売[18]）、ISBN 978-4-7575-4916-6
- 藤原ここあ 『かつて魔法少女と悪は敵対していた。 愛蔵版』 スクウェア・エニックス〈ガンガンコミックスJOKER〉、全2巻
  - 上. 2024年6月12日発売[7][19]、ISBN 978-4-7575-9213-1
  - 下. 2024年6月12日発売[7][20]、ISBN 978-4-7575-9214-8

## ドラマCD
2015年2月25日にフロンティアワークスより発売された。

### スタッフ
- 原作・脚本・イラスト - 藤原ここあ（スクウェア・エニックス刊 月刊『ガンガンJOKER』連載）
- エグゼクティブプロデューサー - 及川武 (Frontier Works)
- プロデューサー - 松澤博 (Frontier Works)
- 演出 - 関根奈美
- エンジニア - 成田一明
- アシスタントエンジニア - 佐藤敦（スタジオインスパイア）
- 音響効果 - 渡邊雅文 (evance)
- 音楽 - 仁堂敦、関根佑樹
- 音響制作 - 北垣貴司（ダックスプロダクション）
- スタジオ - スタジオインスパイア、TAVAC
- マスタリングスタジオ - 東京CDセンター
- デザイン - コードデザインスタジオ

## テレビアニメ
2023年11月18日にテレビアニメ化が発表され、2024年7月から9月までAT-Xほかにて放送された。
アニメ化のきっかけは、アニメ制作会社ボンズの代表の南雅彦が、ドイツのアニメイベントで作者の藤原と出会う機会があり、藤原からボンズのファンである事を聞かされた。そこで南は藤原がまほあくの連載中であることを知り、まほあくのアニメ化企画を立ち上げた。しかし企画は2015年3月の藤原の訃報を受け、ストップしてしまった。その事をずっと心残りに思っていた南は、まほあくの連載開始10周年になるのを機にアニメ化企画を再始動させ、実現にこぎ着けた。

### スタッフ
- 原作 - 藤原ここあ[21]
- 監督 - 大橋明代[21]
- シリーズ構成・脚本 - 綾奈ゆにこ[21]
- キャラクターデザイン - 飯塚晴子[21]
- サブキャラクターデザイン・総作画監督 - 新井伸浩[23]
- プロップデザイン - 荒木弥緒[23]
- 美術監督 - 空閑由美子[23]、鬼谷拓実[23]
- 色彩設計 - 後藤ゆかり[23]
- 撮影監督 - 神林剛[23]
- 編集 - 坂本久美子[23]
- 音響監督 - 木村絵理子[23]
- 音響効果 - 八十正太[23]
- 音楽 - MAYUKO[21]
- 音楽制作 - エイベックス・ピクチャーズ[23]
- 音楽プロデューサー - 浜田真里亜
- チーフプロデューサー - 飯泉朝一、向井地基起、阿部隆二、佐野圭介、石川巧
- プロデューサー - 竹本順仁、鷹尾圭太、向井紘一郎、小松翔太、飯塚彩、山根桃奈
- アニメーション制作 - ボンズ[21]
- 製作 - まほあく製作委員会[21]（エイベックス・ピクチャーズ、松竹、ボンズ、スクウェア・エニックス、エー・ティー・エックス、丸井）

### 主題歌
「未完成ランデヴー」
Lezelによるオープニングテーマ。作詞・作曲・編曲は夏目縋。
「いつも二人がいいね」
ミラ（小野友樹）と白夜（中原麻衣）によるエンディングテーマ。作詞は斎藤仁久、作曲・編曲は斎藤仁久と小高光太郎。

### 各話リスト
| 話数   | サブタイトル                                            | 絵コンテ       | 演出     | 作画監督                                                | 初放送日      |
| ------ | ------------------------------------------------------- | -------------- | -------- | ------------------------------------------------------- | ------------- |
| 第1回  | 殺し愛（あ）わない                                      | 大橋明代       | 山本貴之 | 荒木弥緒                                                | 2024年 7月9日 |
| 第2回  | 魔法少女（を倒す使命、それ）は （他でもない）私のものだ | 大橋明代       | 山本貴之 | 阿部愛由美                                              | 7月16日       |
| 第3回  | そしてふりだしへ                                        | 櫛谷健太       | 櫛谷健太 | 菅野宏紀 高野恵子                                       | 7月23日       |
| 第4回  | 動くものを追う習性があります                            | まついひとゆき | 永野裕大 | 阿部愛由美 荒木弥緒                                     | 7月30日       |
| 第5回  | 我々は敵対している                                      | 大橋明代       | 江副仁美 | 香田知樹 大貫健一                                       | 8月6日        |
| 第6回  | 魔法少女とは                                            | 山本貴之       | 大槻真之 | 紺野直幸 伊藤嘉之                                       | 8月13日       |
| 第7回  | 友人…？                                                 | 永野裕大       | 永野裕大 | 永野裕大 菅野宏紀                                       | 8月20日       |
| 第8回  | クリスマスの前に                                        | 五十嵐卓哉     | 大槻真之 | 荒木弥緒 阿部愛由美 高野恵子 香田知樹                   | 8月27日       |
| 第9回  | クリスマスの夜に                                        | 五十嵐卓哉     | 櫛谷健太 | 伊藤嘉之 川元利浩 香田知樹 高野恵子                     | 9月3日        |
| 第10回 | 御使いさんとの一日                                      | 江副仁美       | 江副仁美 | 五月真帆 紺野直幸                                       | 9月10日       |
| 第11回 | 築五十三年です                                          | 五十嵐卓哉     | 大槻真之 | 伊藤嘉之 永野裕大                                       | 9月17日       |
| 第12回 | SideB/SideM                                             | 大橋明代       | 大橋明代 | 阿部愛由美 荒木弥緒 香田知樹 菅野宏紀 川元利浩 新井伸浩 | 9月24日       |

### 放送局
| 放送期間               | 放送時間           | 放送局   | 対象地域 | 備考                                            |
| ---------------------- | ------------------ | -------- | -------- | ----------------------------------------------- |
| 2024年7月9日 - 9月24日 | 火曜 22:45 - 23:00 | AT-X     | 日本全域 | 製作参加 / CS放送 / 字幕放送 / リピート放送あり |
|                        | 火曜 23:00 - 23:15 | BS11     | 日本全域 | BS放送 / 『ANIME+』枠                           |
|                        | 火曜 23:30 - 23:45 | TOKYO MX | 東京都   |                                                 |

| 配信開始日    | 配信時間                | 配信サイト |
| ------------- | ----------------------- | --- |
| 2024年7月9日  | 火曜 23:45 更新         | Lemino |
| 2024年7月11日 | 木曜 23:45 以降順次更新 | アニメタイムズ dアニメストア U-NEXT アニメ放題 Netflix FOD DMM TV J:COM STREAM TELASA milplus Hulu ABEMA AnimeFesta バンダイチャンネル |

### BD
| 巻 | 発売日         | 収録話         | 規格品番  |
| -- | -------------- | -------------- | --------- |
| 上 | 2024年11月27日 | 第1話 - 第6話  | SHBR-0747 |
| 下 | 2024年12月25日 | 第7話 - 第12話 | SHBR-0748 |

### CD
| 発売日        | タイトル                                               | 規格品番      |
| ------------- | ------------------------------------------------------ | ------------- |
| 2024年9月25日 | 『かつて魔法少女と悪は敵対していた。』Music Collection | EYCA-14406〜7 |